# Ignorantia iuris non excusat
Ignorantia iuris non excusat (del latín 'la ignorancia del derecho no excusa') o ignorantia iuris neminem excusat (del latín 'la ignorancia del derecho no excusa a nadie') es un principio de derecho que indica que el desconocimiento o ignorancia de la ley no sirve de excusa que libere al sujeto de incurrir en responsabilidad, porque rige la necesaria presunción o ficción jurídica de que, habiendo sido promulgada la ley, han de saberla todos. (promulgación y publicación). Los países de derecho europeo con una tradición del derecho romano también pueden usar una expresión de Aristóteles traducida al latín: ignorantia iuris nocet ('La ignorancia del derecho perjudica').
En cuanto a la ignorancia del derecho subjetivo y propio admitieron los romanos ciertos casos en que producía determinados efectos. Los autores suelen distinguir la ignorancia del error de derecho diciendo que la primera es falta total de conocimiento del derecho y el segundo un conocimiento falso e incompleto; pero la distinción carece de trascendencia en la práctica.
En general, no eran alegables cuando pudieran haberse evitado consultando a un jurisconsulto; pero sí cuando esto no había sido posible, como en el caso de verdadera ignorancia o en el de que por una u otra causa hubiera sido imposible la consulta. En estos casos se distinguía: el error o la ignorancia no eran alegables cuando solo hacían perder una ventaja o lucro; mas cuando produjeran un daño o sea la pérdida de bienes adquiridos, el que lo sufría, si bien no podía repetir lo que hubiese pagado (damnum rei amisae) tampoco estaba obligado a dar lo que por error o ignorancia del derecho hubiese prometido (damnun rei amittendae). Todavía era más generoso el derecho romano tratándose:
1. de menores, de soldados o de campesinos, a los que jamás perjudicaba la ignorancia, aun cuando hubiese podido ser evitada y ya hubiese producido pérdidas, ya originado beneficios
2. de mujeres, a las que no podía oponerse la ignorancia culpable, sino solamente cuando se tratase de dar lo prometido o cuando lo pagado a ellas lo hubiese sido en virtud de una obligación radicalmente nula.

En todo caso el que invocaba la ignorancia o el error debía probarlos, salvo que fuesen menores, soldados o campesinos, en favor de los cuales se presumía.

## Derecho eclesiástico
El Derecho eclesiástico admitió y admite la ignorancia del derecho. El principio general es que la ignorancia de las leyes no se presume pero puede admitirse en casos particulares, con tal que sea inculpable y probada (como ya admitía el Decreto de Graciano, parte 1ª, dist. 82, c.2) pero ni aun esto se admite tratándose de leyes irritantes o inhabilitantes, salvo que ellas mismas dispongan expresamente otra cosa. Es de advertir que si bien la promulgación es necesaria para que obliguen las leyes eclesiásticas, basta que éstas se publiquen en Roma en las Acta Apostolicae Sedis y que transcurra el plazo de tres meses o el especial que la misma ley establezca; no siendo nunca necesaria la divulgación, como ya lo declaró terminantemente Inocencio III en una decretal de 1198 dirigida al deán y Cabildo de Siena (cap I, ti. 5º, ti. 1º de las Decretales). En cuanto a los actos, la ignorancia no se presume respecto al hecho propio ni respecto al hecho ajeno que sea notorio, pero sí respecto al ajeno que no sea notorio, mientras no se pruebe lo contrario.